# Caleta de Famara
Caleta de Famara is een plaats in de gemeente Teguise op het Spaanse eiland Lanzarote. Het dorp aan de noordwestkust telt 837 inwoners (2008).
Er zijn kilometers lange zandstranden, die populair zijn bij surfers.

## Verkeer en vervoer
De plaats wordt ontsloten door de LZ-401 en de LZ-402.

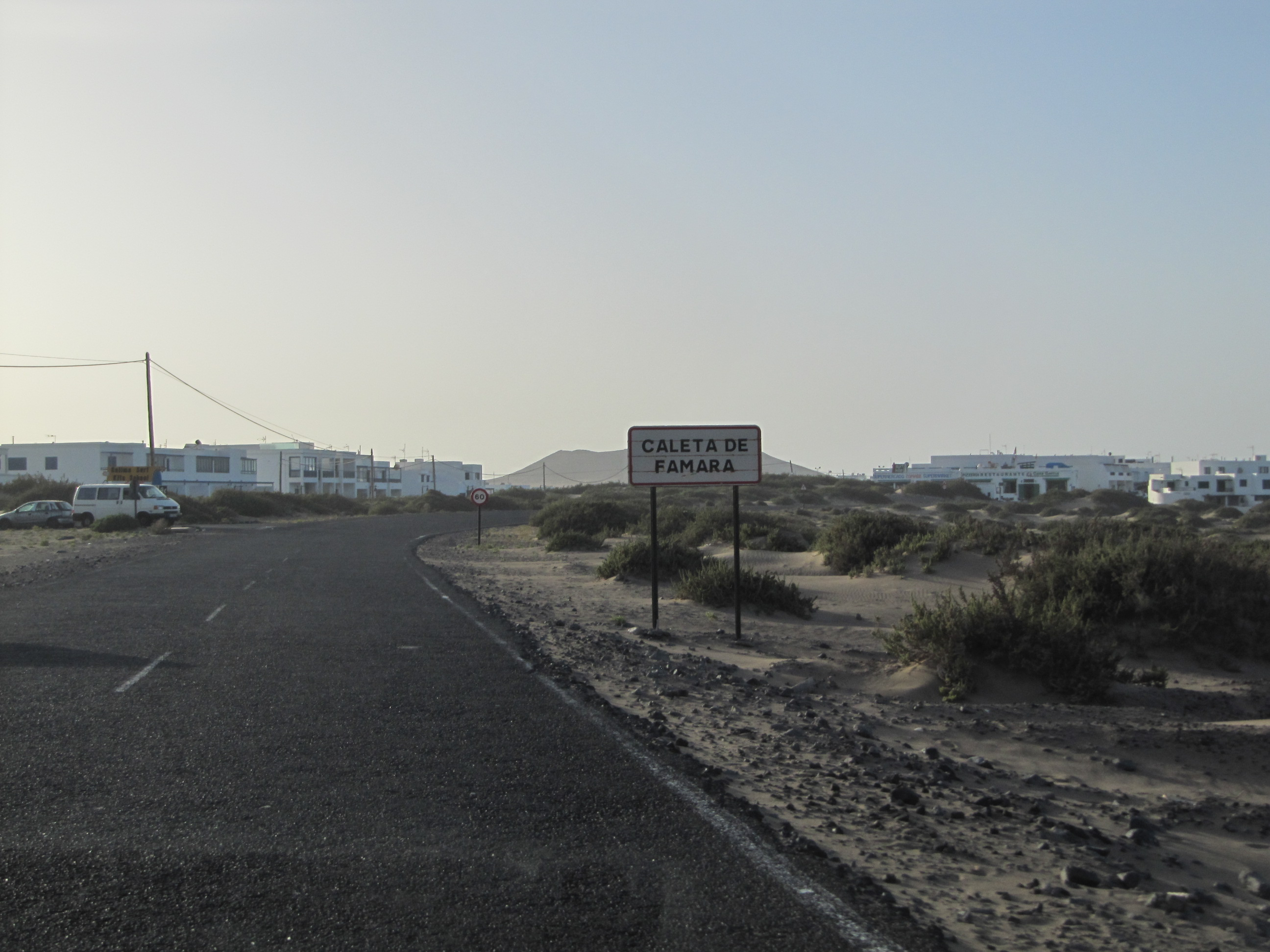
Bord
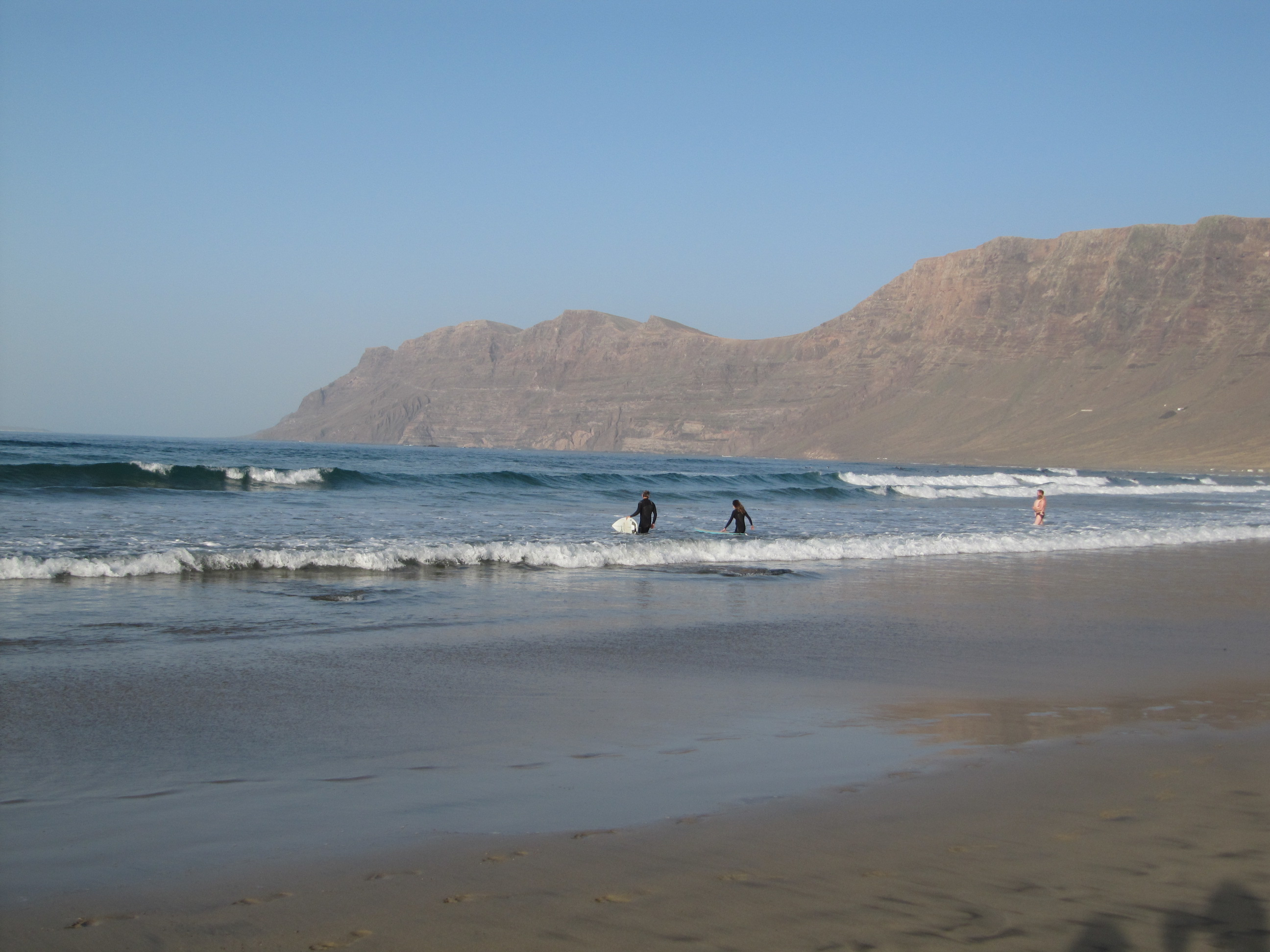
Strand